# روبرت آندریاسیان
روبرت کریستاپوری آندریاسیان (ارمنی: Ռոբերտ Քրիստափորի Անդրիասյան؛ زاده ۷ سپتامبر ۱۹۱۳ - درگذشته ۲۰ سپتامبر ۱۹۷۱) نوازنده پیانو، آهنگساز و آموزگار موسیقی اهل ارمنستان بود.

## زندگی‌نامه
وی در ۲۵ اوت [سبک قدیمی: ۷ سپتامبر] ۱۹۱۳ در تفلیس در به دنیا آمد و از کنسرواتوار سن پترزبورگ (۱۹۳۵) فارغ‌التحصیل گشت. وی همچنین برنده جوایزی همچون چهره هنری شایسته ارمنستان شوروی شد. وی در ۲۰ اوت ۱۹۷۱ یا ۲۰ سپتامبر ۱۹۷۱ در سن ۵۸ سالگی در ایروان درگذشت و در آرامستان نوبارشن به خاک سپرده شد.

## یادداشت
1. ↑  Նուբարաշենի գերեզմանատուն